# Sankt Olai (parochie, Hjørring)
Sankt Olai is een parochie van de Deense Volkskerk in de Deense gemeente Hjørring. De parochie maakt deel uit van het bisdom Aalborg en telt 3453 kerkleden op een bevolking van 3690 (2004).
Historisch werd de parochie vermeld bij de herred Vennebjerg. Het is tegenwoordig een van de drie parochies binnen de stad Hjørring. De parochiekerk is gewijd aan de Noorse koning Olaf de Heilige.
Bistrup · Børglum · Em · Hæstrup · Harritslev · Jelstrup · Løkken-Furreby · Lyngby · Mårup · Rakkeby · Rubjerg · Sankt Catharinæ · Sankt Hans · Sankt Olai · Sejlstrup · Skallerup · Tårs · Vejby · Vennebjerg · Vrå · Vrejlev · Vrensted